# Воронин, Филипп Устинович
Филипп Устинович Воро́нин (25 ноября 1883, Славяносербский уезд, Екатеринославская губерния — 1 февраля 1961, Луганск) — украинский советский деятель, революционер, большевик, участник Гражданской войны.

## Биография
Родился 12 / 25 ноября 1883 года в украинской крестьянской семье в селе Лекарское (с 1912 — Веселая Гора) Славяносербского уезда Екатеринославской губернии. Окончил церковно-приходскую школу, в 1897—1900 гг. учился в земском ремесленном училище в Луганске. Затем работал столяром, в 1903 г. поступил в механический цех паровозостроительного завода Гартмана. В 1906—1916 гг. служил в царской армии в городе Гори, участник Первой мировой войны, получил чин унтер-офицера. После демобилизации вернулся в Луганск и продолжил работать сверловщиком на заводе Гартмана.
После Февральской революции 6 марта 1917 года был делегирован от рабочих механического цеха в Луганский городской Совет рабочих и солдатских депутатов. В апреле 1917 г. вступил в большевистскую партию, избран членом горкома.
С ноября 1917 по март 1918 был председателем Луганского городского совета.
В апреле-июне 1918 г. вместе с К. Ворошиловым возглавлял «Царицынский поход» — отступление красногвардейских отрядов и рабочих-беженцев с Украины. Воевал на Царицынском фронте. После освобождения Красной армией Луганска вернулся в город и возглавил коллегию Уездного Совнархоза. Весной 1919 г. участвовал в «Луганской обороне», затем с Красной армией отступал через Старобельск и Харьков. 11 июня 1919 г. назначен К. Ворошиловым начальником заградительного отряда Бахмутского полка, оборонявшего Лозовую, затем членом Революционного военного трибунала 46 дивизии. С ноября 1919 по апрель 1920 года — председатель Реввоентрибунала Первой Конной армии С. Будённого. Затем возглавлял комиссию по обследованию и удовлетворению материальными пособиями семей красноармейцев Сальского округа (мандат № 1366 от 22.03.1920 подписан М. Тухачевским и С. Орджоникидзе).
В революционном движении приняли участие также его братья Яков, Василий и Григорий. В период немецкой оккупации (1918) они входили в подпольный ревком села Весёлая Гора, возглавляемый К. А. Коваленко. В 1919 г. брат Василий командовал Веселогоровским повстанческим отрядом, принимавшим участие в обороне Луганска от белогвардейцев. Позже был в подполье, арестован и после пыток расстрелян белой контрразведкой.
После окончания гражданской войны Филипп Воронин направлен в распоряжение Луганской парторганизации. В январе 1921 г. на уездном съезде Советов избран зампредом Уисполкома и делегатом Пятого Всеукраинского Съезда Советов, член ВУЦИК. Возглавлял Окружное земельное управление. С января 1924 по декабрь 1927 гг. прокурор Луганского округа. Затем работал заведующим Сумским Окрместхозом. После окончания Высших курсов по подготовке руководителей трестов и предприятий в Харькове в июне 1930 года назначен директором Киевской судостроительной верфи. В июле 1931 г. был снят с должности «за невыполнение плана 1 квартала». Работал начальником планово-экономического отдела сектора треста «Руда», стал членом ОЗЕТ. С января 1933 — инспектор Госстройконтроля в Харькове.
С 1 августа по 3 октября 1933 - заведующий коммунотдела Луганского горсовета.
С октября 1933 по 1937 гг. — директор Луганского спирто-водочного завода № 5. С ноября 1937 г. — управляющий Всеукраинского треста ликёро-водочной промышленности (Киев). В начале Великой Отечественной войны был эвакуирован. С сентября 1941 по июль 1946 гг. — директор Астраханского ликёро-водочного завода.
Затем вышел на пенсию и вернулся в Ворошиловград. Занимался общественной работой, входил в актив Областного краеведческого музея. Был делегатом исторического XX съезда КПСС, в связи с 50-летием Первой русской революции за активное участие в революционном движении награждён Орденом Трудового Красного Знамени (1956).
Умер 1 февраля 1961 года. Похоронен на Луганском городском кладбище.

## Семья
- Отец — Устин Иванович Ворона, мать — Варвара Васильевна.
- Братья — Яков (род. 1892), Василий, Григорий.
- Жена (с мая 1905) — Ефросинья Гавриловна Ененко.
- Сын — Николай, коммунист, горный инженер, имея бронь, пошёл добровольцем на фронт во время Великой Отечественной войны и погиб на Курской дуге.